# MY Steve Irwin
«Steve Irwin» — судно организации Sea Shepherd. С 2006 года корабль официально принадлежит Обществу и используется в кампаниях по противодействию китобойному промыслу, охоты на дельфинов и массовому вылову рыбы. С 2006 года, судно каждый год использовалось экологами для действий, направленных против Японской китобойной флотилии в Южном океане. С борта судна активисты Общества неоднократно метали в китобойные суда пакеты с целлюлозой и бутылки с масляной кислотой.
Судно действует в территориальных водах Дании, Австралии, Средиземном море и других местах. Первоначально, оно было названо в честь журналиста Роберта Хантера, основателя и первого президента экологической организации Гринпис. В 2007 году судно переименовали в «Steve Irwin», в честь теле-звезды Стива Ирвина.
Незадолго до смерти, Ирвин планировал присоединиться к антикитобойной кампании в водах Антарктики.
С 2006 года «Steve Irwin» используется в качестве флагмана во флоте Общества охраны морской фауны. В конце 2013 года флагманским кораблём организации становится ‘"Bob Barker"’ (в рамках антикитобойной кампании в Антарктике).

## «Steve Irwin» как судно ООМФ (2006—н.в.)
Первой кампанией с участием Steve Irwin была операция «Левиафан», которая проводилась «Морским пастухом» в 2006—2007 гг. В ходе кампании Steve Irwin протаранил судно «Кейко мару»(разведывательный корабль китобойного флота), спасая группу малых полосатиков.
В 2008 году экологи с борта Steve Irwin облили палубу Ниссин Мару масляной кислотой.
В январе 2008 года Steve Irwin вновь протаранил Кейко мару.
6 февраля 2009 года Steve Irwin столкнулся с гарпунером Юсин мару 2, а затем и с Юсин мару 3.
В декабре 2009 года на хвост Steve Irwin село охранное судно Сёнан мару, выследив его с самолёта разведчика.
Весной 2011 года Steve Irwin действовал в Средиземном море, пытаясь остановить браконьеров, ловящих синего тунца и нарушающих запреты рыболовных комиссий. Экологи кидали в суда браконьеров бутылки с масляной кислотой и поливали их из водомётов (подробнее…).
В январе 2011 года Steve Irwin сел на хвост китобойному флоту, однако это продолжалось недолго. Вновь экипаж обнаружил китобоев с вертолёта только через месяц.
20 февраля 2013 года Steve Irwin блокировал Ниссин мару путь к танкеру, чтобы не дать первому пополнить запасы топлива. Ниссин мару несколько раз врезался в корпус судна экологов.
В 2015—2016 годах Steve Irwin действовал в водах Антарктики и пытался обнаружить японский китобойный флот. Совместно с этим, судно также участвовало в кампаниях против нелегальных рыболовов.